# V-Varen Nagasaki
V-Varen Nagasaki (Japans: V・ファーレン長崎, Bi Fāren Nagasaki) is een Japanse voetbalclub uit Nagasaki.
De club ontstond in 2005 uit een fusie tussen Ariake (uit 1985) en Kunimi. In 2012 promoveerde de club als kampioen naar de J. League Division 2. In 2017 promoveerde de club voor het eerst naar de J1 League.
Albirex Niigata · Avispa Fukuoka · Cerezo Osaka · Fagiano Okayama · Gamba Osaka · Kashima Antlers ·Kashiwa Reysol · Kawasaki Frontale · Kyoto Sanga FC · FC Machida Zelvia ·Nagoya Grampus · Sanfrecce Hiroshima · Shimizu S-Pulse · Shonan Bellmare · FC Tokyo · Tokyo Verdy · Urawa Red Diamonds · Vissel Kobe · Yokohama F. Marinos · Yokohama FC